# استر براند
استر براند (انگلیسی: Esther Brand; ۲۹ سپتامبر ۱۹۲۲ – ۲۰ ژوئن ۲۰۱۵) ورزشکار پرش ارتفاع اهل آفریقای جنوبی بود.
از افتخارات وی می‌توان به کسب مدال طلا پرش ارتفاع در بازی‌های المپیک تابستانی ۱۹۵۲ اشاره کرد.